# Polygala trichoptera
Polygala trichoptera är en jungfrulinsväxtart som beskrevs av Chod.. Polygala trichoptera ingår i släktet jungfrulinssläktet, och familjen jungfrulinsväxter. Inga underarter finns listade i Catalogue of Life.